# Основна музичка школа „Стеван Христић” Младеновац
Основна музичка школа „Стеван Христић” Младеновац као самостална установа образовања, основана је 1994. године. Школа носи име Стевана Христића, српског композитора, диригента и педагога.
Изучавање музичких инструмената у Младеновцу почело је при Радничком универзитету. Следећи корак било је отварање издвојеног одељења ОМШ „Петар Коњовић” из Београда са само три учионице и неколико инструмената. На иницијативу неколицине професора и сарадника предвођена наставником музичког васпитања у ОШ „Момчило Живојиновић” Ацом Панићем основала је младеновачку музичку школу. Новопридошли ученици су били распоређени у седам одсека, по две класе клавира, хармонике и виолине, по једна класа гитаре, кларинета и флауте и пола класе трубе. 
Школа званично стиче статус правног лица 9. новембра 1994. године, са 13 запослених професора. Инструментариј школе у том тренутку чине два пианина, по једна хармоника и гитара и дувачки инструменти са којима се радило и пре оснивања истуреног одељења ОМШ „Петар Коњовић” из Београда.

## Редовна активност
Редовна концертна активност школе обухвата одржавање:
- Концерата ученика и професора на завршетку сваког класификационог периода
- Интерног часа класе сваког професора (најмање 4 пута годишње)
- Јавних часова одсека
- Заједничких концерата музичких школа региона (3-4 пута годишње, увек у другој школи)
- Концерата за ученике И-ИВ разреда основних школа Младеновца у сали Центра за културу (2 пута годишње по 3 концерта, за укупно око 2.000 ученика основних школа)
- Презентација музичких инструмената за ученике ВИИ разреда основних школа
- Концерата духовне, оперске и етно музике за ученике ВИИI разреда основних школа
- Новогодишњег концерта под маскама за ученике музичке школе млађег узраста
- Новогодишњег концерта старијих ученика и професора школе
- Концерта поводом школске славе Свети Сава
- Завршног концерта ученика у сали школе – сваке године у другој половини јуна
- Концерта поводом Дана школе – сваке године у другој половини јуна

Ученици и професори школе су отворени за сарадњу и редовно се укључују у:
- Разноврсне манифестације организоване поводом обележавања значајних годишњица у граду
- Програме библиотеке „Деспот Стефан Лазаревић“
- Програм доделе Новогодишњих пакетића у радним организацијама у Младеновцу
- Новогодишњи програм у организацији Центра за смештај и дневни боравак деце и омладине са посебним потребама, који се сваке године одржава у Сали Центра за културу
- Програме отварања изложби ликовних радова ученика основних школа Младеновца
- Програме отварања изложби ликовних радова полазника ликовне радионице „Контура“
- Програм отварања Ускршње изложбе у Музеју града Младеновца
- У различите програме поводом обележавања Дана СО Младеновац сваке године 2. августа

Школа је организатор разноврсних концерата:
- Концерата бивших ученика
- Концерата ученика различитих одсека средњих музичких школа и ФМУ
- Концерата за предшколске установе
- Хуманитарних концерата ученика, бивших ученика и наставника
- Концерата малог хора школе у сарадњи са гостима – бившим полазницима малог хора (2-3 пута годишње)
- Завршног концерта „Турнира музичких школа“ – сваке године у другој половини маја
- Заједничких концерата ученика завршних разреда – крајем маја
- Солистичких концерата најбољих ученика – током јуна